# 陇枕停车场
陇枕停车场位于中国广东省广州市番禺区桥南街道番禺大道北以東、市南路以北、草龍沙河二街以西的围合区域，是广州地铁18号线与22号线共用的一个车辆基地。

## 基本信息
陇枕停车场项目占地21万平方米，总建筑面积为95524平方米。其中停车场用地面积17.21万平方米，主要建筑有区域控制中心、运用库、运转楼、洗车机库及控制室、污水处理站、主变电站等11个建筑单体。该停车场上盖面积约8.42万平方米，其中4万平方米采用装配式建筑设计，是中国华南地区城市轨道交通行业最大装配式建筑。

## 历史
- 2018年9月，陇枕停车场正式开工[2]。
- 2021年2月20日，陇枕停车场成功接车[2]。
- 2021年3月1日，陇枕停车场热滑试验顺利完成[3]。